# Temburongia
Temburongia es un género de bambús  de la familia de las poáceas. Es un género de bambú recién descubierto en Brunéi. Hay una sola especie descrita, Temburongia simplex.